# Незалежні олімпійські учасники на Олімпійських іграх
Незалежні олімпійські учасники — спортсмени-учасники Олімпійських ігор, які не представляють свій національний олімпійський комітет, виступаючи під Олімпійським прапором. Потрапляння спортсмена до категорії незалежних учасників зазвичай зумовлено дискваліфікацією національних олімпійських комітетів, до яких належать відповідні учасники, міжнародними санкціями або геополітичними змінами.